# Sphaerophoria bengalensis
Sphaerophoria bengalensis là một loài ruồi trong họ Ruồi giả ong (Syrphidae). Loài này được Macquart mô tả khoa học đầu tiên năm 1842. Sphaerophoria bengalensis phân bố ở miền Đông phương